# Bhimrao Ramji Ambedkar
Bhimrao Ramji Ambedkar (dewanagari भीमराव रामजी आंबेडकर; ur. 14 kwietnia 1891, zm. 6 grudnia 1956) – indyjski prawnik i polityk, współtwórca Konstytucji Indii, minister sprawiedliwości. Pochodził z niskiej dźati niedotykalnych. Dążył do ich duchowej i materialnej przemiany oraz równoczesnych zmian w prawodawstwie indyjskim.

## Życiorys
Studiował na Uniwersytecie Columbia w Nowym Jorku oraz w London School of Economics. Był pierwszym dalitem, który uzyskał wyższe wykształcenie.
Wraz z M.C. Rajahem utworzył pod koniec lat dwudziestych XX w. partię polityczną reprezentującą niedotykalnych, której sukcesem okazało się zawarcie we wrześniu 1932 tzw. paktu w Punie dotyczącego przydziału miejsc w ustawodawczych zgromadzeniach prowincjonalnych.
W czasach rządów Jawaharlala Nehru pełnił funkcję ministra sprawiedliwości. Współpracował przy tworzeniu konstytucji Indii.
Brał udział w negocjacjach z Brytyjczykami.
W 1935 zapowiedział, że nie zamierza umrzeć jako hindus. W latach pięćdziesiątych zapoczątkował formalny ruch, zachęcający dalitów do przechodzenia na buddyzm – religię nie uznającą norm hinduistycznej stratyfikacji społecznej.
Na czele półmilionowej grupy zwolenników, w roku 1956 publicznie przeszedł na buddyzm.
W 50. rocznicę tego wydarzenia, w Nagpurze, tysiące hindusów poszło za jego przykładem.

## Publikacje
- Revolution and Counter-Revolution in India
- Arun Shourie: "Worshipping False Gods: Ambedkar and the Facts that have Been Erased", Publisher: Rupa Publications. (2005)

## Upamiętnienie
Jego imieniem nazwano:
- delhijski Ambedkar Stadium,
- Ambedkar Nagar – dystrykt w stanie Uttar Pradesh, będący częścią Faizabad division utworzony w 1995[8].